# Mouhcine Iajour
Mouhcine Iajour (Casablanca, 14 giugno 1985) è un calciatore marocchino, attaccante svincolato.

## Biografia

### Carriera
Ha giocato in vari club soprattutto in Marocco con il Raja Casablanca e il Wydad Casablanca
In carriera ha segnato 4 gol in 14 partite nella CAF Champions League.Il 18 dicembre 2013 ha segnato il gol del momentaneo 1-0 nella semifinale del Mondiale per Club vinta per 3-1 contro l'Atletico Mineiro: si tratta del suo secondo gol in 3 presenze nella competizione. In tale competizione quindi con la maglia del Raja Casablanca è stato eletto capocannoniere della Coppa del mondo per club FIFA 2013 con 2 gol, a pari merito con Ronaldinho, Darío Conca e César Delgado.

## Palmarès

### Club
- Al Botola Professionel: 1

2003-2004, 2012-2013
- Coupe du Trône : 1

2004-2005, 2012-2013

### Individuale
- Capocannoniere della Coppa del mondo per club FIFA: 1

2013 (2 gol, ex aequo con Ronaldinho, Darío Conca e César Delgado)
- Capocannoniere del campionato marocchino: 1

2018-2019 (19 gol, a pari merito con kodjo Laba)